# Barmské dny
Barmské dny (anglicky Burmese Days) je novela britského spisovatele George Orwella. Poprvé byla publikována v Británii roku 1934. V Česku vyšla roku 1998 v překladu Zuzany Šťastné. Kniha byla napsána podle autorových zkušeností při pobytu v Barmě v letech 1922-1927, kdy je Barma řízená z Dillí jako součást Britské Indie. Vypráví příběh Johna Floryho, který si až příliš uvědomuje prázdnotu svého dosavadního života, tvořeného tvrdou prací, pitím alkoholu a styku s prostitutkami. Dokáže realisticky vnímat, jakou roli hraje v cizí zemi jako kolonizátor, a pocity viny, které v něm toto vědomí vyvolává, jej nutí sympatizovat s barmským lidem. Hlavními tématy novely jsou rasismus, imperialismus a hledání vlastní identity.